# Wiara, nadzieja, miłość i inwigilacja
Wiara, nadzieja, miłość i inwigilacja – album zespołu Bielizna wydany w 1990 roku nakładem wytwórni Pronit. W roku 2001 została wydana reedycja nakładem wydawnictwa MTJ.

## Lista utworów
Strona A
1. „Prorok z Gliwic” – 2:40
2. „Niewidzialny świat” – 1:38
3. „Zdjęcie z niedźwiedziem” – 2:56
4. „Wampir nowego typu” – 2:47
5. „Miłość w Jugosławii” – 3:50
6. „Wyjdź za mnie” – 2:28
7. „Ktoś” – 1:59
8. „Samotność szpiega” – 1:27

Strona B
1. „Znak z nieba” – 2:36
2. „Magiczna moc ogórka konserwowego” – 3:20
3. „Chłopiec chce zmieniać świat” – 2:21
4. „Romantyczność” – 2:23
5. „Spokój” – 2:08
6. „Wiara, nadzieja, miłość i inwigilacja” – 1:47
7. „Królowa zwieraczy” – 2:05
8. „R.P.A.” – 4:49

bonusy CD
źródło:.
1. „Popołudnie na osiedlu” – 1:41
2. „Rozmowy” – 2:30
3. „Alkohol w walce o pokój” – 1:22
4. „Szpieg” – 2:21
5. „Krótka przygoda z człowiekiem, który obiecywał wykładzinę podłogową (krótka)” – 0:34
6. „Krótka przygoda z człowiekiem, który obiecywał wykładzinę podłogową (jeszcze krótsza)” – 0:17

## Twórcy
- Wojciech Hinz – gitara basowa
- Jarosław Janiszewski – śpiew
- Andrzej Jarmakowicz – perkusja
- Piotr Pawlak – gitara
- Jarosław Zabłocki – gitara

gościnnie
- Andrzej Kuran – akordeon
- Jarosław Winiecki – konga